# Celama triquetrana
Celama triquetrana är en fjärilsart som beskrevs av Fitch 1856. Celama triquetrana ingår i släktet Celama och familjen trågspinnare. Inga underarter finns listade i Catalogue of Life.